# Schwarzlay
Schwarzlay bezeichnet eine Großlage im deutschen  Weinbaugebiet Mosel.

## Einzellagen
Die Großlage Schwarzlay zählt zum Bereich Bernkastel und besteht aus folgenden Einzellagen in den jeweiligen Gemeinden/Ortsteilen:
- Burg: Wendelstück, Hahnenschrittchen, Thomasberg, Falklay, Schloßberg
- Enkirch: Edelberg, Monteneubel, Steffensberg, Weinkammer, Herrenberg, Zeppwingert, Batterieberg, Ellergrub
- Starkenburg: Rosengarten
- Traben: Gaispfad, Zollturm, Königsberg, Kräuterhaus, Würzgarten
- Trarbach: Hühnerberg,[2] Kreuzberg, Taubenhaus, Burgberg, Schloßberg, Ungsberg,[3] Pfarrwingert[4]
- Wolf: Schatzgarten, Sonnenlay, Klosterberg, Goldgrube, Auf der Heide
- Kinheim: Rosenberg, Römerhang, Hubertuslay
- Lösnich: Försterlay, Burgberg
- Erden: Busslay, Herrenberg, Treppchen, Prälat
- Ürzig: Würzgarten, Goldwingert
- Springiersbach: Klosterberg
- Olkenbach: Herzlay, Hubertuslay
- Flußbach: Reichelberg
- Wittlich: Kupp, Lay, Bottchen, Felsentreppchen, Rosenberg, Portnersberg, Klosterweg
- Lüxem: Lay
- Hupperath: Klosterweg
- Dreis: Johannisberg
- Platten: Klosterberg, Rotlay
- Zeltingen: Rotlay (die Zeltinger Sonnenuhr ist unter der Großlage Münzlay zu finden)